# Chironomus trifasciatus
Chironomus trifasciatus är en tvåvingeart som beskrevs av Tokunaga 1964. Chironomus trifasciatus ingår i släktet Chironomus och familjen fjädermyggor. Inga underarter finns listade i Catalogue of Life.